# مخطط الضغط والحجم

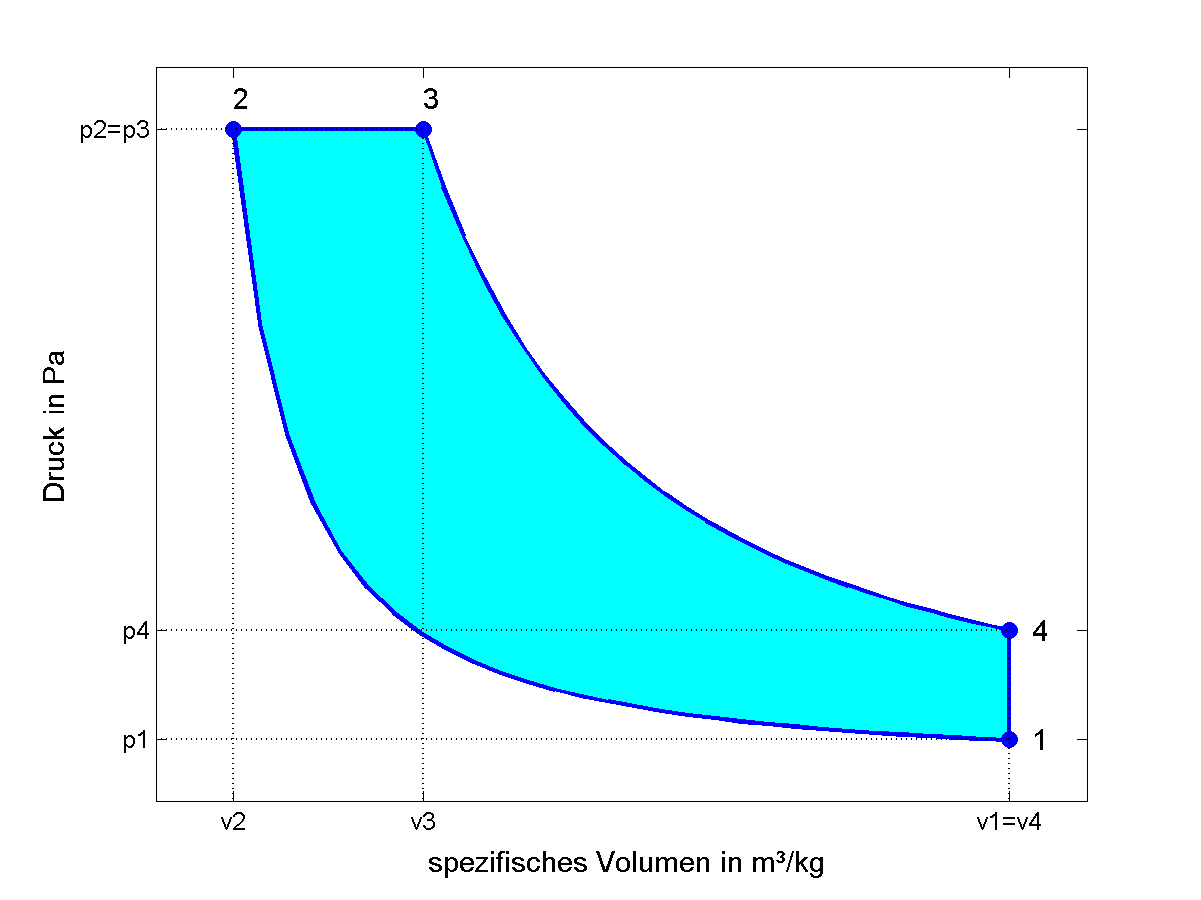
p-v-Diagramm des Diesel-Prozesses

مخطط الضغط والحجم في التحريك الحراري طبقا لقاعدة غيبس يتميز غاز نقي أو مخلوط من الغازات درجتين من درجات الحرية عن طريق تغير الضغط فيتغير الحجم (عند ثبات درجة الحرارة) أو عندما نغير الحجم نجد ان الضغط يتغير أيضا.
تصاغ تلك القاعدة رياضيا بالدالة :
({\displaystyle p=p(v,T)}
حيث يتعين الضغط بدقة تماما عن طريق تعيين الحجم ودرجة الحرارة ، ونقول أن ضغط p الغاز يعتمد على حجمه v ودرجة حرارتهT.
إذا أخذنا حجما معينا من غاز وقمنا بتعيين ضغطة عند درجة حرارة ثابتة، ثم قمنا بتغير حجمه عدة مرات، وفي كل مرة نأخذ قراءة ضغطة مع مراعات ثباد درجة حرارته، وقمنا برسم منحني تغير الضغط والحجم نحصل على مخطط الضغط والحجم.
كما يمكن أن نقوم برسم الثلاثة خواص : الضغط والحجم ودرجة الحرارة (وتسمى دوال الحالة) في رسم بياني ثلاثي الأبعاد، في تلك الحالة نحصل على مخطط الضغط والحجم ودرجة الحرارة p-V-T.

## مخطط الضغط والحجم
في مخطط الضغط والحجم نقوم برسم تغير الضغط P تبعا لتغير الحجم V في عملية ترموديناميكية. وعادة نحصل من خلال عدة عمليات ترموديناميكية على دورة حركة حرارية وعند اكتمالها والرجوع إلى نقطة الابتداء، نجد أن حالة النظام لم تتغير، أي يعود الضغط والحجم إلى أصلهما عند البداية.

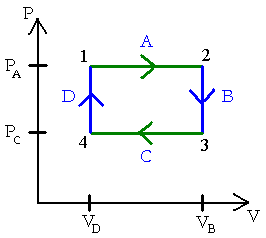
مخطط الضغط والحجم.

ويبين شكل المجاور لمخطط الضغط والحجم عند درجة حرارة ثابتة. تتابع عمليات من النقطة 1 إلى 2 ، ثم من 2 إلى 3 ، وهكذا حتى العودة إلى النقط 1 بعد إجراء 4 عمليات من تغير الحجم والضغط . ونجد أن تغيرالضغط أثناء العملية من 2 - 3 , العملية 4 - 1 تتمان مع ثبات الحجم . في حين أن التغير بين 1 - 2 والتغير بين 3 - 4 يتمان مع ثبات درجة الحرارة .
أهمية هذا المخطط هو أن المساحة المحصورة داخل المخطط تمثل الشغل الناتج من النظام.
فبالنسبة إلى مخطط الدورة يعطينا المساحة المحصورة في الدورة كمية الشغل. وعلى سبيل المثال فالعمليات
1-2-3
تنتج شغلا، ولكن العمليات 3-4-1 فهي تحتاج بتزويدها بكمية أصغر من الطاقة لكي تعود إلى نقطة البداية وبالتالي الحالة الأصلية. وبناء على ذلك يكون صافي الشغل المؤدى من الدورة الفرق بين المسارين .
استخدم مخطط الضغط والحجم أول مرة خلال القرن الثامن عشر كوسيلة لفهم كفاءة الآلة البخارية.

## تطبيقات

### في الحركة الحرارية
يستخدم مخطط الضغط الحجم لتعيين الشغل الصافي الناتج من دورة حركة حرارية (دوره ترموديتناميكية).
وتعين المساحة المحصورة داخل دورة الضغط والحجم، وقد استخدم ذلك لأول مرة لتعيين أداء الآلة البخارية.
ينشأ المخطط برسم تغيرات الضغط وتغيرات حجم البخار المقابلة في اسطوانة الآلة عن طريق تعيين حركة المكبس. فيمكن بذلك حساب الشغل الصافي الناتج من الدورة وبالتالي قياس القدرة الناتجة من الآلة.

وبغرض حساب الشغل المؤدى من الآلة بدقة يجب حساب الضغط والحجم عن طريق إجراء التكامل. ولكن الاستعانة بمخطط الضغط والحجم يوفر علينا هذا المجهود، فمن الأسهل تعيين المساحة داخل مخطط الدورة.
ملحوظة: عند استخدام الحجم النوعي لغاز بدلا من الحجم في المخطط، في تلط الحالة تكون المساحة تحت المنحنى تمثل الشغل لكل كيلوجرام من الغاز، أي يكون الشغل بوحدة جول/كيلوجرام.

### في الطب
في قياس ضغط القلب حيث يطبق المخطط على البطين الأيسر ويمكن من تعيين المخطط عند مراحل معينة من الدورة القلبية. ويمكن بواسطتها فحص أداء القلب في ظروف مختلفة، كما يمكن معرفة تأثيرات الأدوية المهتلفة، أو الأمراض، كما يستخدم المخطط لدراسة حالات الإجهاد المختلفة على الفيران.

Human heart

## اقرأ أيضا
- مخطط درجة الحرارة والإنتروبي
- عملية ترموديناميكية
- دالة حالة
- دالة عملية
- نظام حركة حرارية
- دورة كارنو